# Roberto Colciago

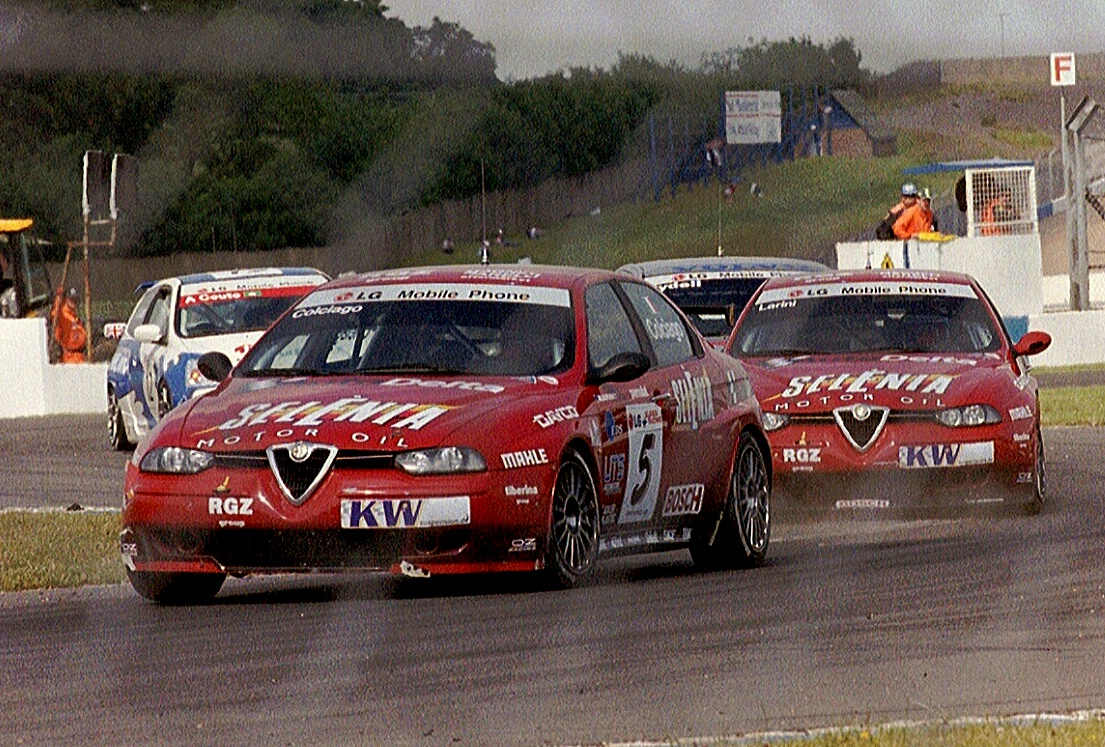
Roberto Colciago im Alfa Romeo 156 GTA (vorne) beim FIA ETCC-Rennen in Donington 2003.

Roberto Colciago (* 4. April 1968 in Saronno) ist ein ehemaliger italienischer Automobilrennfahrer.
Er gewann 1990 die Italienische Formel-3-Meisterschaft, 2001 und 2002 die Schwedische Tourenwagen-Meisterschaft und 2006 sowie 2016 die Italienische Supertourenwagen-Meisterschaft.

## Karriere
Roberto Colciago begann seine Motorsportkarriere im Kartsport und erzielte 1984 den dritten Platz in der Junior-Weltmeisterschaft.
Danach wechselte Colciago in den Formelsport zum Team RC Motorsport und fuhr von 1987 bis 1990, 1992 und 1994 in der Italienischen Formel-3-Meisterschaft. Dort gewann er 1990 in einem Reynard 903 den Meistertitel. 1992 konnte er mit einem Dallara 392 sich den dritten Platz in der Meisterschaft sichern.
1993 und 1994 startete er in der Deutschen Formel-3-Meisterschaft und erreichte dort 1993 mit dem fünften Platz sein bestes Ergebnis. Colciago fuhr 1991 ohne Erfolg eine Saison mit einem Reynard 91D in der Internationalen Formel-3000-Meisterschaft.
Mit der Saison 1995 stieg Colciago in den Tourenwagensport ein und fuhr für RC Motorsport mit einem Opel Vectra GT in der italienischen Supertourenwagen-Meisterschaft. Parallel startete er bei zwei Rennen des FIA-Tourenwagen-Weltcup. Im Folgejahr nahm er für das Opel Team Ibérico mit einem Opel Vectra 16V an der Spanischen Tourenwagen-Meisterschaft teil und beendete diese mit dem zehnten Platz.
In der Italienischen Supertourenwagen-Meisterschaft startete er für das Team EC Motorsport 1996 und 1997 und ein Jahr später für BMW Italia. 1999 erreichte er mit einem Audi A4 Quattro von AGS Motorsport den dritten Platz in der Meisterschaft. 2006 startete er nochmals in der italienischen Supertourenwagen-Meisterschaft und wurde auf einem Seat Leon TFSI Meister. Zehn Jahre später konnte Colciago mit einem Honda Civic Type-R TCR es wiederholen und sich den Meistertitel 2016 sichern.
In den Jahren 2000 bis 2002 fuhr Colciago in der Schwedischen Tourenwagen-Meisterschaft (STCC). Dort gewann er 2001 und 2002 für das Team Kristoffersson Motorsport mit einem Audi A4 Quattro die Meisterschaft. Parallel ging er 2000 beim Europäischen Super Touring Cup (Euro-STC-Cup) und 2001 bis 2003 in der folgenden Tourenwagen-Europameisterschaft (FIA ETCC) an den Start. Sein bestes Ergebnis in der Meisterschaft war 2001 und 2003 der sechste Rang.
Von 2005 bis 2007 startete Colciago in der FIA-Tourenwagen-Weltmeisterschaft. In der Saison 2008 bis 2010 fuhr er als Werksfahrer für Seat Sport Italia mit einem Seat Leon TFSI in der Italienischen-Endurance-Tourenwagenmeisterschaft. 2008 wurde er Zweiter und 2009 gewann er den Meistertitel.
2016 und 2017 ging Colciago mit einem Honda Civic Type-R TCR in der TCR International Series an den Start und erreichte 2017 mit dem 5. Platz sein bestes Ergebnis.